# Formica lutea
Formica lutea é uma espécie de formiga do gênero Formica, pertencente à subfamília Formicinae.